# Kinyongia
Kinyongia es un género de lagartos de la familia Chamaeleonidae.
Se distribuyen por el África subsahariana.

## Especies
Listadas alfabéticamente:
- Kinyongia adolfifriderici (Sternfeld, 1912)
- Kinyongia asheorum Nečas, Sindaco, Kořený, Kopečná, Malonza & Modrý, 2009
- Kinyongia boehmei (Lutzmann & Necas, 2002)
- Kinyongia carpenteri (Parker, 1929)
- Kinyongia excubitor (Barbour, 1911)
- Kinyongia fischeri (Reichenow, 1887)
- Kinyongia gyrolepis Greenbaum, Tolley, Joma & Kusamba, 2012
- Kinyongia magomberae Menegon, Tolley, Jones, Rovero, Marshall & Tilbury, 2009
- Kinyongia matschiei (Werner, 1895)
- Kinyongia multituberculata (Nieden, 1913)
- Kinyongia oxyrhina (Klaver & Böhme, 1988)
- Kinyongia tavetana (Steindachner, 1891)
- Kinyongia tenue (Matschie, 1892)
- Kinyongia uluguruensis (Loveridge, 1957)
- Kinyongia uthmoelleri (Müller, 1938)
- Kinyongia vanheygeni Necas, 2009
- Kinyongia vosseleri (Nieden, 1913)
- Kinyongia xenorhina (Boulenger, 1901)